# Metranus de Provence
Metranus de Provence (c.690 - ap. 732), dit aussi Métrane
Patrice de Provence (c.716-732).

## Biographie
Il n’est mentionné que dans un protocole rédigé à Digne en 780 contenu dans le cartulaire de Saint-Victor et sur des deniers d’argent, connus pour la plupart grâce au trésor de Nice-Cimiez découvert en 1851. Le protocole nous indique une liste de cinq patrices provençaux : Ansedertus, Nemfidius, Antenor, Metranus et Abbon. Metranus aurait ainsi succédé à Antenor dont on sait qu’il s’est opposé autour des années 714-716 à Pépin de Herstal puis à Charles Martel, et aurait précédé le patrice Abbon, nommé patrice au plus tôt en 732 et décédé probablement en 739 date de son testament.

### Sources
- P.A. Février (sous la direction de) - La Provence des origines à l'an mil - Editions Ouest-France université 1989 -  (ISBN 2737304563).